# Андерссон, Франк
Франк Эйвинд Стефан «Мальчик Франки» Андерссон (швед. Frank Öivind Stefan "Frankie Boy" Andersson; 9 мая 1956, Тролльхеттан, Эльвсборг — 9 сентября 2018, Skarpnäck, Стокгольм) — шведский борец греко-римского и вольного стилей, призёр Олимпийских игр, трёхкратный чемпион мира, четырёхкратный чемпион Европы.

## Биография
На международной арене в основном выступал только по греко-римской борьбе, исключая олимпийские игры и несколько турниров.
В 1973 году стал чемпионом мира среди юниоров и выиграл чемпионат Северных стран также среди юниоров. В 1974 году стал чемпионом Европы в возрастной категории Espoir. В 1975 году во второй раз стал чемпионом мира среди юниоров, а также победил на чемпионате Северных стран уже среди взрослых и был четвёртым на взрослом Гран-при Германии. В 1976 году вновь стал чемпионом Северных стран, завоевал звание чемпиона Европы среди взрослых, а вот на чемпионате Европы в возрастной категории Espoir был лишь вторым.
На Летних Олимпийских играх 1976 года в Монреале боролся как по вольной борьбе, так и по греко-римской борьбе в полутяжёлом весе (до 90 килограммов). Регламент турнира был с начислением штрафных баллов; за чистую победу штрафные баллы не начислялись, за победу с явным преимуществом начислялось 0,5 штрафных балла, за победу по очкам 1 балл, за поражение с явным преимуществом соперника 3,5 балла и за чистое поражение 4 балла. Как и прежде, борец, набравший 6 штрафных баллов, из турнира выбывал.
В греко-римской борьбе титул оспаривали 13 борцов. Двадцатилетний Франк Андерссон две встречи выиграл и две проиграл, выбыв из турнира с итоговым пятым местом.
| Выступление на Олимпийских играх 1976 года (GR) | Выступление на Олимпийских играх 1976 года (GR) | Выступление на Олимпийских играх 1976 года (GR) | Выступление на Олимпийских играх 1976 года (GR) | Выступление на Олимпийских играх 1976 года (GR) | Выступление на Олимпийских играх 1976 года (GR) | Выступление на Олимпийских играх 1976 года (GR) | Выступление на Олимпийских играх 1976 года (GR) |
| Круг                                            | Соперник                                        | Страна                                          | Результат                                       | Счёт                                            | Баллы                                           | Всего баллов                                    | Время схватки                                   |
| ----------------------------------------------- | ----------------------------------------------- | ----------------------------------------------- | ----------------------------------------------- | ----------------------------------------------- | ----------------------------------------------- | ----------------------------------------------- | ----------------------------------------------- |
| 1                                               | Хашем Колахи                                    | Иран                                            | Победа                                          | 25-9 За явным преимуществом                     | 0                                               | 0                                               | 9:00                                            |
| 2                                               | Амбруа Сарр                                     | Сенегал                                         | Победа                                          | Туше                                            | 0                                               | 0                                               | 1:32                                            |
| 3                                               | Стоян Николов                                   | Болгария                                        | Поражение                                       | 10-4                                            | -3                                              | -3                                              | 9:00                                            |
| 4                                               | Дарко Нишавич                                   | Югославия                                       | Поражение                                       | 3-2                                             | -3                                              | -6                                              | 9:00                                            |

В вольной борьбе титул оспаривали 21 борец. Франк Андерссон три встречи выиграл и две проиграл, выбыв из турнира с итоговым седьмым местом.
| Выступление на Олимпийских играх 1976 года (LL) | Выступление на Олимпийских играх 1976 года (LL) | Выступление на Олимпийских играх 1976 года (LL) | Выступление на Олимпийских играх 1976 года (LL) | Выступление на Олимпийских играх 1976 года (LL) | Выступление на Олимпийских играх 1976 года (LL) | Выступление на Олимпийских играх 1976 года (LL) | Выступление на Олимпийских играх 1976 года (LL) |
| Круг                                            | Соперник                                        | Страна                                          | Результат                                       | Счёт                                            | Баллы                                           | Всего баллов                                    | Время схватки                                   |
| ----------------------------------------------- | ----------------------------------------------- | ----------------------------------------------- | ----------------------------------------------- | ----------------------------------------------- | ----------------------------------------------- | ----------------------------------------------- | ----------------------------------------------- |
| 1                                               | Морис Аллан                                     | Великобритания                                  | Победа                                          | 32-4 За явным преимуществом                     | 0                                               | 0                                               | 9:00                                            |
| 2                                               | Леван Тедиашвили                                | Союз Советских Социалистических Республик       | Поражение                                       | 2-16 За явным преимуществом                     | -4                                              | -4                                              | 9:00                                            |
| 3                                               | Петер Ноймайр                                   | Федеративная Республика Германии (1949—1990)    | Победа                                          | Туше                                            | 0                                               | -4                                              | 3:56                                            |
| 4                                               | Терри Пейс                                      | Канада                                          | Победа                                          | 8-3                                             | -1                                              | -5                                              | 9:00                                            |
| 5                                               | Хорст Штоттмейстер                              | Германская Демократическая Республика           | Поражение                                       | 6-17 За явным преимуществом                     | -3,5                                            | -8,5                                            | 9:00                                            |

В 1977 году победил на чемпионате Северных стран как во вольной, так и в греко-римской борьбе, на чемпионате Европы остался серебряным призёром, но зато в первый раз завоевал звание чемпиона мира. В 1978 году ситуация была обратной: победа на чемпионате Европы и второе место на чемпионате мира. В 1979 году Фрэнк Андерссон забрал себе оба титула. В 1980 году победил на чемпионате Северных стран в тяжёлом весе.
На Летних Олимпийских играх 1980 года в Москве боролся как по вольной, так и по греко-римской борьбе. Регламент турнира оставался прежним.
В греко-римской борьбе выступал в полутяжёлом весе до 90 килограммов. Титул оспаривали 15 борцов.
Франк Андерссон, проиграв в четвёртом и пятом кругах, остановился в шаге от финала, оставшись на итоговом четвёртом месте.
| Выступление на Олимпийских играх 1980 года (GR) | Выступление на Олимпийских играх 1980 года (GR) | Выступление на Олимпийских играх 1980 года (GR) | Выступление на Олимпийских играх 1980 года (GR) | Выступление на Олимпийских играх 1980 года (GR) | Выступление на Олимпийских играх 1980 года (GR) | Выступление на Олимпийских играх 1980 года (GR) | Выступление на Олимпийских играх 1980 года (GR) |
| Круг                                            | Соперник                                        | Страна                                          | Результат                                       | Счёт                                            | Баллы                                           | Всего баллов                                    | Время схватки                                   |
| ----------------------------------------------- | ----------------------------------------------- | ----------------------------------------------- | ----------------------------------------------- | ----------------------------------------------- | ----------------------------------------------- | ----------------------------------------------- | ----------------------------------------------- |
| 1                                               | Георгиос Позидис                                | Греция                                          | Победа                                          | 16-13                                           | -1                                              | -1                                              | 9:00                                            |
| 2                                               | Чеслав Квециньский                              | Польша                                          | Победа                                          | 19-0 За явным преимуществом                     | 0                                               | -1                                              | 9:00                                            |
| 3                                               | Франц Пичманн                                   | Австрия                                         | Победа                                          | Туше                                            | 0                                               | -1                                              | 1:45                                            |
| 4                                               | Игорь Каныгин                                   | Союз Советских Социалистических Республик       | Поражение                                       | 5-7                                             | -3                                              | -4                                              | 9:00                                            |
| 4                                               | Петре Дику                                      | Румыния                                         | Поражение                                       | 2-3                                             | -3                                              | -7                                              | 9:00                                            |

В вольной борьбе выступал в тяжёлом весе до 100 килограммов. Титул оспаривали 15 борцов.
Франк Андерссон в первой же встрече получил травму и с соревнований снялся.
| Выступление на Олимпийских играх 1980 года (LL) | Выступление на Олимпийских играх 1980 года (LL) | Выступление на Олимпийских играх 1980 года (LL) | Выступление на Олимпийских играх 1980 года (LL) | Выступление на Олимпийских играх 1980 года (LL) | Выступление на Олимпийских играх 1980 года (LL) | Выступление на Олимпийских играх 1980 года (LL) | Выступление на Олимпийских играх 1980 года (LL) |
| Круг                                            | Соперник                                        | Страна                                          | Результат                                       | Счёт                                            | Баллы                                           | Всего баллов                                    | Время схватки                                   |
| ----------------------------------------------- | ----------------------------------------------- | ----------------------------------------------- | ----------------------------------------------- | ----------------------------------------------- | ----------------------------------------------- | ----------------------------------------------- | ----------------------------------------------- |
| 1                                               | Василе Пушкашу                                  | Румыния                                         | Поражение                                       | Травма                                          | -4                                              | -4                                              | 6:46                                            |

В 1981 году победил на чемпионате Европы и чемпионате Северных стран, остался вторым на чемпионате мира и лишь четвёртым на Гран-при Германии. В 1982 году победил на чемпионате мира, был вторым на чемпионате Европы и снова стал победителем чемпионата Северных стран. В 1983 повторил успех на чемпионате Северных стран, а на чемпионате мира был лишь седьмым. В 1984 году ещё раз победил на чемпионате Северных стран.
На Летних Олимпийских играх 1984 года в Лос-Анджелесе боролся как по вольной, так и по греко-римской борьбе в полутяжёлом весе (до 90 килограммов). Регламент турнира оставался прежним, с начислением штрафных баллов. Участники турнира были разделены на две группы. За победу в схватках присуждались баллы, от 4 баллов за чистую победу и 0 баллов за чистое поражение. Когда в каждой группе определялись три борца с наибольшими баллами (борьба проходила по системе с выбыванием после двух поражений), они разыгрывали между собой места в группе. Затем победители групп встречались в схватке за первое-второе места, занявшие второе место — за третье-четвёртое места, занявшие третье место — за пятое-шестое места.
В греко-римской борьбе титул оспаривали 13 борцов.
Франк Андерссон уверенно продвигался к финалу. Однако в финальной встрече в группе неожиданно проиграл американцу Стиву Фрейзеру, что означало для уже трёхкратного чемпиона мира крах надежд на золотую медаль олимпиады. Во встрече за третье место Андерссон победил, и довольствовался бронзовой медалью.
| Выступление на Олимпийских играх 1984 года (GR) | Выступление на Олимпийских играх 1984 года (GR) | Выступление на Олимпийских играх 1984 года (GR) | Выступление на Олимпийских играх 1984 года (GR) | Выступление на Олимпийских играх 1984 года (GR) | Выступление на Олимпийских играх 1984 года (GR) | Выступление на Олимпийских играх 1984 года (GR) | Выступление на Олимпийских играх 1984 года (GR) |
| Круг                                            | Соперник                                        | Страна                                          | Результат                                       | Счёт                                            | Баллы                                           | Всего баллов                                    | Время схватки                                   |
| ----------------------------------------------- | ----------------------------------------------- | ----------------------------------------------- | ----------------------------------------------- | ----------------------------------------------- | ----------------------------------------------- | ----------------------------------------------- | ----------------------------------------------- |
| 1                                               | Абдул Бризам Рахман                             | Ирак                                            | Победа                                          | Туше                                            | 4                                               | 4                                               | 1:01                                            |
| 2                                               | Гарри Каллос                                    | Канада                                          | Победа                                          | 15-3 За явным преимуществом                     | 4                                               | 8                                               | 4:16                                            |
| 3                                               | Георгиос Позидис                                | Греция                                          | Победа                                          | 6-2                                             | 3                                               | 11                                              | 5:15                                            |
| 4                                               | Стив Фрейзер                                    | Соединённые Штаты Америки                       | Поражение                                       | 1-4                                             | 1                                               | 12                                              | 6:00                                            |
| За третье место                                 | Уве Захс                                        | Федеративная Республика Германии (1949—1990)    | Победа                                          | 5-0                                             |                                                 |                                                 | 6:00                                            |

В вольной борьбе титул оспаривали 16 борцов.
Франк Андерссон, проиграв две из трёх встреч, выбыл из соревнований.
| Выступление на Олимпийских играх 1984 года (LL) | Выступление на Олимпийских играх 1984 года (LL) | Выступление на Олимпийских играх 1984 года (LL) | Выступление на Олимпийских играх 1984 года (LL) | Выступление на Олимпийских играх 1984 года (LL) | Выступление на Олимпийских играх 1984 года (LL) | Выступление на Олимпийских играх 1984 года (LL) | Выступление на Олимпийских играх 1984 года (LL) |
| Круг                                            | Соперник                                        | Страна                                          | Результат                                       | Счёт                                            | Баллы                                           | Всего баллов                                    | Время схватки                                   |
| ----------------------------------------------- | ----------------------------------------------- | ----------------------------------------------- | ----------------------------------------------- | ----------------------------------------------- | ----------------------------------------------- | ----------------------------------------------- | ----------------------------------------------- |
| 1                                               | Исмаил Темиз                                    | Турция                                          | Поражение                                       | 5-6                                             | 1                                               | 1                                               | 6:00                                            |
| 2                                               | Амаду Кати Диоп                                 | Сенегал                                         | Победа                                          | Туше                                            | 4                                               | 5                                               | 1:17                                            |
| 3                                               |                                                 |                                                 |                                                 |                                                 |                                                 |                                                 |                                                 |
| 4                                               | Кларк Дэвис                                     | Канада                                          | Поражение                                       | 5-8                                             | 1                                               | 6                                               | 6:00                                            |

В 1985 году был шестым на чемпионате мира и вторым на розыгрыше Кубка мира.
После выступления по греко-римской борьбе на олимпийских играх исчез из расположения шведской сборной. Как выяснилось позднее, в расстроенных чувствах он уехал в Лас-Вегас, где подарил свою медаль таксисту. По возвращении, объясняя своё отсутствие и отсутствие медали репортёру, произнёс нецензурную фразу Kuken ska ha sitt. На русском фраза будет звучать как «Хуй своё возьмёт». Сейчас эта фраза в шведской культуре приобрела значение мема, часто пародируется в различных шоу, и даже по мотивам этой фразы сделана скульптура sv:Kuken ska ha sitt. Фразу запустил в обиход журналист Мэтс Олссон, который отозвался о Андерссоне как «Фрэнк был своего рода Златаном Ибрагимовичем задолго до него».
В начале 1990-х некоторое время посвятил рестлингу, присоединившись к ассоциации New Japan Pro Wrestling (17 выступлений), а в 1993 присоединился к World Championship Wrestling (26 выступлений, 1993—1995). После 1995 года оставил карьеру. В 2014 году вернулся и выступил в поединке по профессиональной борьбе под эгидой STHLM (Стокгольм) и победил в центральном бое вечера, на настоящий момент владеет титулом STHLM Wrestling Champion.
Получил некоторую известность как актёр, снявшись в 1981 году в комедии Göta kanal eller Vem drog ur proppen?, а также с 2002 по 2015 год является постоянным гостем различных телевизионных программ. В 2011 году занял второе место на шведском аналоге передачи Танцы со звёздами.
В 1977 году награждён Золотой медалью газеты Svenska Dagbladet, ежегодной престижной шведской наградой лучшему спортсмену года. Член Зала славы борьбы FILA (2006).
Отец четырёх детей.
Последние годы жизни страдал от сердечно-сосудистых заболеваний, в частности от тахикардии. Ему был имплантирован кардиостимулятор. В конце августа 2018 года был госпитализирован в кардиологическую клинику. 6 сентября 2018 года был экстренно оперирован и 9 сентября 2018 года скончался от возникших послеоперационных осложнений.